# Mitch Harris

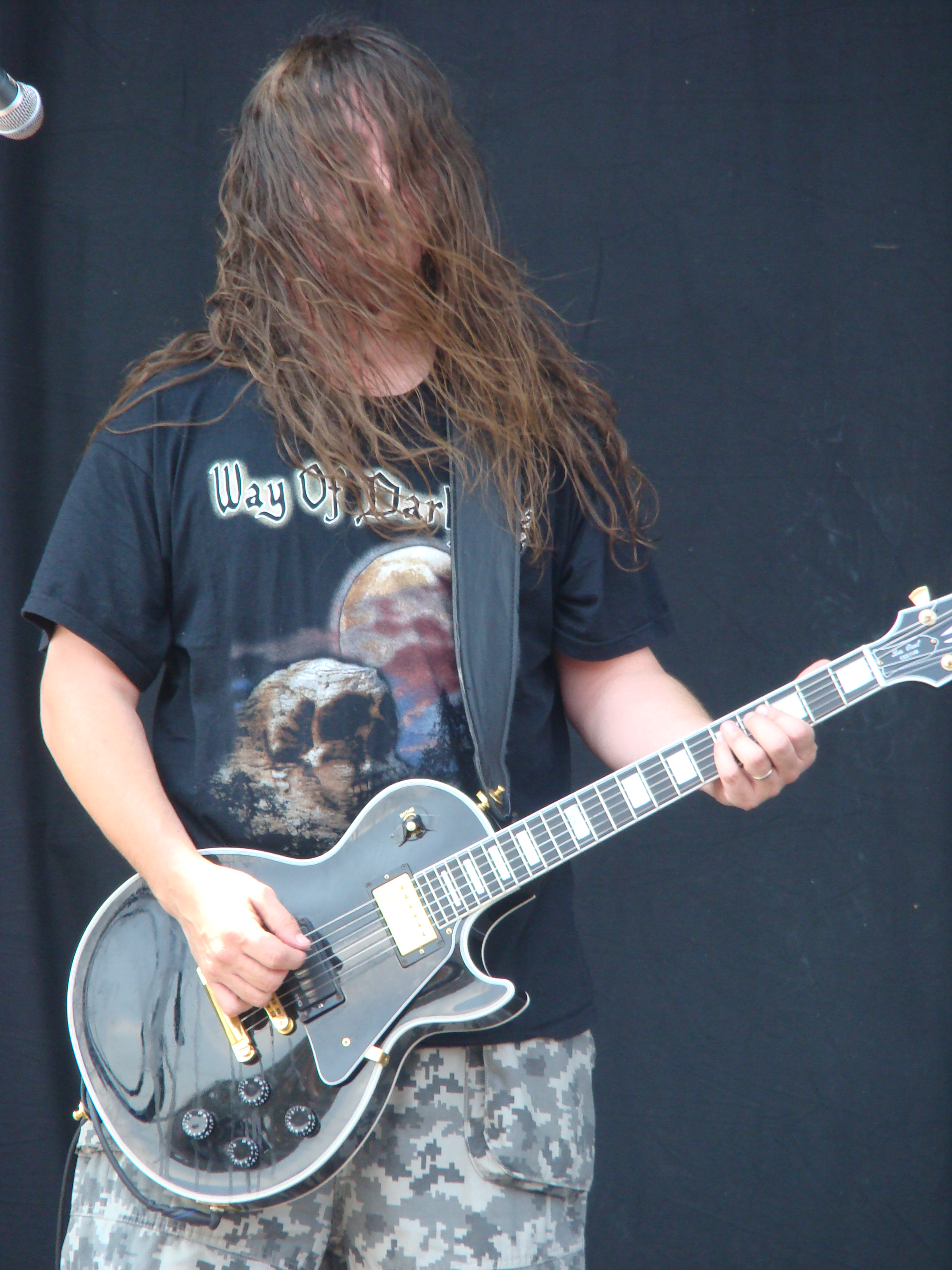
Mitch Harris (2009)

Mitch Harris (* 31. Oktober 1970 in New York City) ist ein US-amerikanischer Musiker. Bekannt wurde er als Gitarrist der Grindcore-Bands Righteous Pigs und Napalm Death.

## Leben
Mitch Harris wuchs im New Yorker Stadtteil Queens auf. Als Harris zehn Jahre alt war, zog er mit seiner Familie nach Las Vegas. Bereits in der Highschool spielte Harris Gitarre und gründete 1987 seine erste Band namens Righteous Pigs. Mit ihr veröffentlichte er insgesamt zwei Studioalben. Mit Mick Harris, mit dem Mitch Harris nicht verwandt ist, und Shane Embury von Napalm Death, bestand seit längerem Kontakt über Tape-Trading. Im Zuge der Neuformierung ihrer Band mit zwei Gitarristen wurde neben Jesse Pintado (Ende 1989) auch Mitch Harris Anfang 1990 als Gitarrist aufgenommen. Seitdem ist Mitch Harris Mitglied bei Napalm Death.
Daneben spielt er in verschiedenen Projekten. Bereits 1987 gründete er mit Mick Harris das Grindcore-Projekt Defecation, dessen 1989er Album Purity Dilution als Meilenstein des Genres gilt. Nach internen Streitigkeiten mit Earache Records, dem Plattenlabel von Napalm Death, gründete Mitch Harris 1992 das Industrial-Metal-Projekt Meathook Seed, bei dem er neben Shane Embury mit Donald Tardy und Trevor Peres von Obituary zusammenarbeitete. Meathook Seed veröffentlichte bis 1999 zwei Studioalben. Gemeinsam mit Shane Embury betrieb Harris Little Giant Drug, mit dem sie melodischen Post-Grunge spielten.

## Diskografie
mit Defecation
- siehe Defecation#Diskografie

mit Little Giant Drug
- Prismcast (Org Records, 1999)

mit Meathook Seed
- siehe Meathook Seed#Diskografie

mit Napalm Death
- siehe Napalm Death#Diskografie (ab 1990)

mit Righteous Pigs
- siehe Righteous Pigs#Diskografie